# VfL Kommern
Der VfL Kommern ist ein deutscher Sportverein aus Kommern, einem Ortsteil von Mechernich, der 1960 gegründet wurde. Der Verein bietet mehrere Sportmöglichkeiten an, darunter Fußball, Gymnastik, Tischtennis, Badminton, Volleyball und einen Lauftreff.

## Sport

### Fußball
Vor allem die Frauenfußballmannschaft ist ziemlich erfolgreich. So spielt der Verein seit 2008 in der Regionalliga West, der dritthöchsten Spielklasse im deutschen Frauenfußball. In der Saison 2005/06 spielte der VfL Kommern auch im DFB-Pokal. Dort schied die Mannschaft nach einer 0:4-Niederlage gegen den FFC Wacker München aus. In der Saison 2011/12 nahm der Verein erneut am DFB-Pokal teil, nachdem die Mannschaft den FVM-Pokal hatte gewinnen können.
Bei der zweiten Teilnahme am Pokal-Wettbewerb konnten die VfL-Frauen den Zweitligisten 1. FC Köln sensationell mit 2:1 nach Verlängerung besiegen und zog überraschend in die zweite DFB-Pokal-Hauptrunde ein. Dort wartete der mehrfache deutsche Meister 1. FFC Frankfurt und man unterlag vor rund 1000 Zuschauern mit 0:6. Für die Saison 2012/13 konnte der Verein keine Mannschaft zusammenstellen und meldete die Mannschaft aus dem Ligabetrieb ab.
Die Herren-Mannschaft des VfL Kommern spielt in der Kreisliga, nachdem der Verein 2010 aus der Bezirksliga abgestiegen war. Der Verein trägt seine Heimspiele im Wälschbachstadion in Kommern aus.

### Volleyball
Das Volleyballteam der Herren spielt seit 2010 in der Volleyball-Bezirksliga. Die Damenmannschaft spielt in der Kreisliga.

### Badminton
Die Badminton-Abteilung des VfL Kommern konnte in der Saison 2010/11 den Abstieg aus der Bezirksliga knapp verhindern.

## Weiteres
Michael Surbach aus dem Lauftreff des VfL Kommern hat bereits dreimal beim Ironman teilgenommen (2005, 2007, 2009).